# Episodi di Maiorca Crime (prima stagione)
La prima stagione della serie televisiva Maiorca Crime è stata trasmessa nel Regno Unito, sul network BBC One, dal 25 novembre al 6 dicembre 2019.
In Italia la stagione è stata trasmessa in prima visione assoluta su Rai 2, dal 14 giugno al 9 agosto 2020.
| nº | Titolo originale       | Titolo italiano                 | Prima TV UK      | Prima TV Italia |
| -- | ---------------------- | ------------------------------- | ---------------- | --------------- |
| 1  | Honour Amongst Thieves | Onore tra i ladri               | 25 novembre 2019 | 14 giugno 2020  |
| 2  | King of the Mountains  | Il re delle montagne            | 26 novembre 2019 | 21 giugno 2020  |
| 3  | The Oligarch's Icon    | L'icona dell'Oligarca           | 27 novembre 2019 | 28 giugno 2020  |
| 4  | Number One Fan         | Il fan numero uno               | 28 novembre 2019 | 5 luglio 2020   |
| 5  | Sour Grapes            | Un oscuro segreto               | 29 novembre 2019 | 12 luglio 2020  |
| 6  | To Kill a Stag         | Addio al celibato               | 2 dicembre 2019  | 19 luglio 2020  |
| 7  | Friend Henry           | Doppio inganno                  | 3 dicembre 2019  | 26 luglio 2020  |
| 8  | Death in Morning       | Omicidio all'alba               | 4 dicembre 2019  | 2 agosto 2020   |
| 9  | Mallorca's Most Wanted | L'uomo più ricercato di Maiorca | 5 dicembre 2019  | 9 agosto 2020   |
| 10 | Ex Factor              | L'Ex Factor                     | 6 dicembre 2019  | 9 agosto 2020   |

## Onore tra i ladri
- Titolo originale: Honour Amongst Thieves
- Diretto da: Bryn Higgins
- Scritto da: Dan Sefton

### Trama
Scortando un testimone della malavita in Gran Bretagna, la vita di Miranda viene salvata all'aeroporto di Palma da Max che era lì per incontrare la sua ragazza. Dopo che il suo superiore gli ha ordinato di tornare a Londra, Miranda decide di restare a Maiorca per trovare l'assassino. Il capo della polizia Inés Villegas la affianca con Max Winter, tre anni a Maiorca come agente di collegamento tedesco. I due indagano mentre più membri della stessa banda vengono assassinati.
- Guest star: Aidan McArdle (criminale).

- Ascolti Italia: telespettatori 694 000 – share 5,10%.[1]

## Il re delle montagne
- Titolo originale: King of the Mountains
- Diretto da: Charles Palmer
- Scritto da: Dan Muirden

### Trama
Mentre Inés è via, Miranda e Max indagano sulla scomparsa della superstar del ciclismo locale, Esteban Domenech, in un apparente rapimento durante una sessione di allenamento. Sospettano che un compagno di squadra rivale o un altro team manager siano convinti che Domenech sia un imbroglione. Sospettano usasse sostanze dopanti nonostante non abbia mai fallito un test antidroga. Domenech sfugge ai suoi rapitori e Miranda nota come l'atteggiamento di sua moglie cambia nei confronti del marito in momenti diversi e che i genitori di Domenech sono stati uccisi in un incidente d'auto con suo fratello che guidava.
- Ascolti Italia: telespettatori 617 000 – share 5,10%.[2]

## L'icona dell'Oligarca
- Titolo originale: The Oligarch's Icon
- Diretto da: Bryn Higgins
- Scritto da: Alex McBride e Dan Sefton

### Trama
Miranda e Max indagano sul furto di un'icona inestimabile che viene restituita, nella chiesa da cui era stata rubata secoli prima, da Kati Gorenka, la vedova di un oligarca russo assassinato. Seguendo un indizio scoprono lo studio di un artista il cui proprietario, non collaborativo, scompare prima che possano perquisire i locali con un mandato. Quando l'icona ricompare Miranda e Max sospettano che sia un falso e cercano segretamente lo yacht di lusso di Gorenka, Miranda trova la vera icona mentre Max il corpo dell'artista. Entrambi si confrontano con la sua guardia del corpo.
- Ascolti Italia: telespettatori 726 000 – share 5,33%.[3]

## Il fan numero uno
- Titolo originale: Number One Fan
- Diretto da: Charles Palmer
- Scritto da: Rachael New

### Trama
Blake e Winter indagano sulla presunta scomparsa della top model Valentina Caligari, scomparsa da un treno locale sulla rotta da Sóller a Palma. La loro indagine si concentra sullo chef di Caligari, Richard Webb, che si rivela essere segretamente innamorato di Caligari, ma nega di averle fatto del male. Quando viene portato alla stazione dopo un tentativo di fuga dalla tenuta di Caligari, ammette di aver seguito Valentina il giorno della sua scomparsa, e che in realtà aveva la sua collana. Dopo che il treno aveva attraversato il tunnel, era scomparsa senza che nessuno se ne accorgesse. Le continue prove alla fine li portano a una spiegazione non logica: Valentina non è mai stata sul treno. Quando non riescono a trovare il fratello di Valentina, Otto, nella tenuta, si dirigono al molo, dove scoprono Otto con la ragazza di Valentina, Azra Bolat. Rivelano agli investigatori che alla tenuta era scoppiata una lite e che Valentina era scivolata e aveva sbattuto la testa contro le piastrelle. Otto si era poi travestito da Valentina sul treno ed era saltato giù, perdendo gli occhiali da sole nel salto. Era una prova che Blake e Winter avevano scoperto in precedenza. Otto e Azra avevano poi scaricato il corpo di Valentina in mare, e avevano pianificato di andare via insieme al bambino di Azra. Winter aiuta anche Blake a superare la sua claustrofobia. Celebrano al bar di Carmen fidanzata di Max, il 45º compleanno del capo Inès.
- Ascolti Italia: telespettatori 703 000 – share 5,76%.[4]

## Un oscuro segreto
- Titolo originale: Sour Grapes
- Diretto da: Gordon Anderson
- Scritto da: Dan Muirden

### Trama
Un cane viene ucciso nella campagna di Maiorca in un vigneto di proprietà della famiglia Schröder. Blake e Winter apprendono anche che potrebbe essere collegato a una serie di minacce inviate per lettera alla famiglia nei giorni scorsi. Rainer Schröder scopre in seguito che i serbatoi del suo vino sono stati svuotati, approfondendo il mistero di chi sia il responsabile. Blake e Winter parlano con il vigneto rivale di proprietà di Emilio Byass e scoprono che suo figlio era innamorato di Stepheanie Schröder, la sorella di Yvonne Schröder, la moglie di Rainer. Il filmato di sua figlia viene successivamente scoperto e il terreno della lettera di minaccia rivela che proveniva dal vigneto di Byass. Al loro arrivo, Blake e Winter scoprono che Rainer Schröder affronta Margalida Byass, la figlia di Emilio. Fugge sulla bici di suo fratello e quasi si suicida su un passaggio a livello, ma riesce a fuggire dopo essere stata affrontata da Blake. Tornato al vigneto Schröder, Winter apprende da Rainer che il capannone demolito è stato demolito nel 1991, lo stesso anno in cui Stephanie e Julio Byass sarebbero morti in un incidente in barca. I resti scheletrici vengono successivamente scoperti sotto il suolo e viene rivelato che Hans Weber aveva sparato a Julio, ma in seguito ha cercato di salvarlo, solo che Stephanie ha preso il suo fucile e si è suicidata.
- Ascolti Italia: telespettatori 770 000 – share 6,47%.[5]

## Addio al celibato
- Titolo originale: To Kill a Stag
- Diretto da: Rob Evans
- Scritto da: Sarah-Louise Hawkins

### Trama
Un futuro sposo tedesco di nome Karl viene trovato morto nella piscina di una villa di lusso. Blake e Winter scoprono che Karl è stato derubato e forse è stato scaricato in seguito in piscina. Le prove indicano successivamente che Karl aveva una relazione con una prostituta locale anche se stava per sposare Chloe Sumner, la sorella di uno dei suoi amici, Danny Sumner. In seguito arriva personalmente a Maiorca per affrontare le conseguenze della morte di Karl. Blake e Winter vanno in missione sotto copertura per catturare il loro principale sospettato, Carino De La Noche, e rintracciarla in una villa di lusso, dove è presente anche Christian, un amico di Winter. Dopo aver arrestato De La Noche, ammette di averlo derubato, ma di non aver mai ucciso nessuno. In seguito viene rivelato che l'amico di Karl, Torsten, voleva dimostrare a Chloe che Karl aveva una relazione, ma non ha mai ricevuto alcuna foto di un incontro sessuale tra Karl e la prostituta. Rivela anche a Chloe che pensava che potessero stare ancora insieme dopo un'avventura di una notte, cosa che Chloe rifiuta prima che Blake e Winter arrivino e arrestino Torsten per l'omicidio di Karl.
- Ascolti Italia: telespettatori 679 000 – share 5,49%.[6]

## Doppio inganno
- Titolo originale: Friend Henry
- Diretto da: Bryn Higgins
- Scritto da: Alex McBride e Dan Sefton

### Trama
Il dj tedesco Kurt Sommer viene trovato morto nella sua stanza d'albergo dopo un'esibizione notturna, per un'apparente overdose, che si è poi rivelata corretta. Oltre alla morte di Sommer, Blake e Winter arrestano María, una ragazza che lavora come spacciatrice per Luis Gardera, un famigerato signore della droga. Riescono a convincerla a lavorare per loro come informatrice in modo che possano catturare Gardera. Nonostante il pericolo che Gardera abbia degli infiltrati nella maggior parte delle agenzie, accetta la loro offerta. Dopo una deviazione dal suo pick-up originale, María sembra essere in pericolo imminente quando Heinrich, uno degli agenti di Gardera, affronta María sul fatto che lei abbia parlato con la polizia. Riesce a convincerlo che lavorare come informatore potrebbe essere un vantaggio e chiede di parlare con Gardera. Il giorno dopo, viene portata alla villa di Gardera in campagna, con Blake, Winter e le unità di polizia alle loro calcagna. Alla villa, non riesce a persuadere Gardera e viene portata in una stanza per essere giustiziata, prima che Heinrich si scagli contro Gardera proprio mentre la polizia fa irruzione e lo arresta. Si scopre che María era la sorellastra di Heinrich e che l'intera operazione, inclusa quella di diventare un'informatrice, era stata pianificata in anticipo, in modo che potessero portare la polizia direttamente a Galdera.
- Ascolti Italia: telespettatori 709 000 – share 6,26%.[7]

## Omicidio all'alba
- Titolo originale: Death in Morning
- Diretto da: Bryn Higgins
- Scritto da: Rachael New

### Trama
L'autore britannico Nicholas Mountford viene assassinato, come un toro in una corrida, da un matador sconosciuto nello stadio a Cazdor. Blake e Winter affrontano una città che parla a malapena, ma in seguito sospettano del padre della guardia di sicurezza dello stadio, Manu Alzamora. Sebbene ammetta di essere in debito con Mountford, non lo ha ucciso. Blake e Winter vengono invitati da Inés a rimanere a Cazdor per indagare ulteriormente sul caso fino a quando non sarà risolto. Il loro sospetto cade poi sul figlio di Alzamora dopo che un precedente crimine con Mountford è stato scoperto dalla polizia a Palma. Scoprono che Victor Alzamora aveva una relazione con la moglie di Mountford, Leanne, che le esprimeva davvero amore. Nonostante ciò, nessuno di loro è responsabile dell'omicidio di Mountford, dato il loro alibi nella cronologia del suo omicidio. Allo stadio, esaminano la tuta e la spada del matador, dove scoprono del sangue e un pezzo rotto. Chiedono a Cati Herrero di chiudere il festival in corso condividendo anche la loro scoperta. Dopo che Herrero viene accusata, corre, ma viene fermata da Blake e Winter. Si scopre che ha ucciso Mountford perché stava scrivendo un libro sulla verità su suo padre. Il libro non doveva essere concluso perché suo padre era considerato una leggenda e quindi meritava anche di essere ricordato con onore.
- Ascolti Italia: telespettatori 721 000 – share 6,10%.[8]

## L'uomo più ricercato di Maiorca
- Titolo originale: Mallorca's Most Wanted
- Diretto da: Rob Evans
- Scritto da: Sarah-Louise Hawkins

### Trama
Un'irruzione per droga in un club di proprietà di Rob King conduce Blake e Winter a arrestare il criminale più ricercato di Maiorca, il fratello del proprietario, Charlie King, che avrebbe ucciso la sua ragazza Gabriela. La loro indagine porta a Mike Fowler, un caro amico di Charlie, che è l'unica persona esterna di cui si fidasse. Fowler ammette la sua conoscenza di King e della loro amicizia, ma che non gli avrebbe mai dato un nascondiglio. Blake e Winter non trovano nulla nel suo appartamento, ma trovano prove nella sua barca su qualcuno che era rimasto lì. Blake vede King sulla strada per la barca, ma fugge dopo averli rinchiusi nel porto.In seguito viene rivelato che la ragazza di Winter, Carmen, era un'amica di Gabriela, e rivela informazioni vitali sulla vita di Gabriela e sulla relazione con Charlie King. Blake alla fine esce con una teoria secondo cui l'investigatore capo del caso King, Ramón Hernandez, potrebbe essere corrotto, date le prove trovate in hotel e il fatto che fosse il poliziotto con cui Gabriela aveva precedentemente una relazione. Non riceve supporto dal suo capo o da Winter e decide di indagare da sola. Mentre indaga sulla fabbrica di Rob King, perde i sensi nella sua auto e viene catturata. Winter arriva più tardi per indagare e viene catturato anche lui, ma chiede aiuto in anticipo. Viene rivelato che Blake aveva ragione sul fatto che Hernandez fosse corrotto e che Gabriela è stata uccisa perché l'ha saputo. Inoltre, Rob King viene arrestato e Blake dà a Charlie la possibilità di vedere suo padre morente in ospedale.
- Ascolti Italia: telespettatori 560 000 – share 4,50%.[9]

## L'Ex Factor
- Titolo originale: Ex Factor
- Diretto da: Bryn Higgins
- Scritto da: Dan Sefton

### Trama
Blake e Winter ricevono una cassa di apparecchiature musicali rubate nella residenza e nello studio di Jürgen Kuhl, dove ospita anche uno spettacolo musicale controverso. Durante le loro indagini, un partecipante, Jens Schmitt, che viene mandato via da Kuhl per non aver cantato le sue canzoni, afferra la pistola di Winter e tiene in ostaggio tutti nella residenza. Esige che la situazione venga trasmessa in diretta e che possa cantare una canzone, scritta da lui stesso, alla sua ragazza Lana. Fuori, Inés insiste nell'aspettare i negoziatori della terraferma, ma Winter non è d'accordo, dicendo che dovrebbero trasferirsi dato che Schmitt sembra instabile. Prima della sua esibizione, Schmitt fa legare e imbavagliare Kuhl con del nastro adesivo a Blake. Dopo l'esibizione del tastierista, Carlos ha un apparente attacco di panico, Blake prende il sopravvento. Nel frattempo, Winter rompe con il piano di Inés e si intrufola nei locali in un apparente attacco a sorpresa. Quando Inés vede Winter sul feed dal vivo, ordina ad altri ufficiali di trasferirsi. Winter sorprende Schmitt da dietro mentre gli agenti rimanenti fanno irruzione nella casa e lo consegnano. Dopo aver eseguito la sua canzone, Schmitt viene arrestato mentre è acclamato dalla folla che si è radunata fuori dalla villa. Winter chiede poi a Carmen di sposarlo, ma lei preferisce aspettare, mentre Blake ottiene una promozione a Londra e la visita del suo capo, ma alla fine decide di restare perché sente che Maiorca è diventata la sua nuova casa.
- Ascolti Italia: telespettatori 677 000 – share 5,90%.[9]